# 宇宙大戰
《宇宙大戰》（英語：Flesh Gordon）是一部1974年美國科幻性喜劇電影，飛俠哥頓的惡搞版，由麥可·班維尼斯特（Michael Benveniste）和霍華·澤姆執導，傑森·威廉斯（Jason Williams）、蘇珊·菲爾茲（Suzanne Fields）和威廉·丹尼斯·杭特主演。故事影射第一部環球影業連續影片《飛俠哥頓》（1936年），有著與原版相當的製作水準，但刻意增添了坎普风的色情元素，包括大量裸露鏡頭及簡短的性愛戲。
《宇宙大戰》1974年7月30日在美國上映，隔年提名雨果獎最佳戲劇表現獎（該年唯一入圍的獨立製作）。1990年推出續集《飛天大戰2》。

## 演員
- 傑森·威廉斯（Jason Williams）飾演肉俠哥頓（Flesh Gordon）
- 蘇珊·菲爾茲（Suzanne Fields）飾演黛兒·激情（Dale Ardor）
- 約瑟夫·哈金斯（Joseph Hudgins）飾演佛勒西·手淫博士（Dr. Flexi Jerkoff）
- 威廉·丹尼斯·杭特（英语：William Dennis Hunt）飾演變態王皇帝（Emperor Wang the Perverted）
- 坎迪·桑普爾斯（Candy Samples）飾演妮莉酋長（Chief Nellie）
- 邁克·布蘭迪（Mycle Brandy）飾演寶貴王子（Prince Precious）
- 約翰·霍伊特（英语：John Hoyt）飾演哥頓教授（Professor Gordon）
- 諾拉·維特尼克（Nora Wieternik）飾演阿莫拉（Amora）
- 瑞恩·邦德（英语：Rene Bond）飾演金髮性奴
- 奎格·尼爾遜（英语：Craig T. Nelson）飾演至高之神色情（The Great God Porno，未掛名配音）

## 發行
《宇宙大戰》1974年7月30日在美國上映。電影最初被美國電影協會評為X級，但在重新剪輯後改獲得R級。初版片長為78分鐘，後來推出未分級的「珍藏版」則達90分鐘。《宇宙大戰》在台灣上映時，裸露鏡頭被刪減及塗白「遮掩」，宣傳主打全年齡電影，但當中的涉及淫穢的英語對白仍保留，導致在觀眾間引發爭議，電影業在上映不久後撤下。

## 外部連結
- 互联网电影数据库（IMDb）上《宇宙大戰》的资料（英文）
- TCM电影资料库上《宇宙大戰》的资料（英文）